# أسل واسع الأوراق
أسل واسع الأوراق (الاسم العلمي: Juncus amplifolius) نوع نباتي يتبع جنس الأسل وينتمي إلى الفصيلة الأسلية.